# Matzutkehmen (Kreis Gumbinnen)
Matzutkehmen, 1938–1946 Matzhausen (russisch Речица, litauisch Mažutkiemis) war ein Ort im ostpreußischen Kreis Gumbinnen, der unter dem Namen Retschiza ab 1946 dem Rajon Nesterow (Kreis Stallupönen, 1938–1946 Ebenrode) in der russischen Oblast Kaliningrad (Gebiet Königsberg (Preußen)) zugeordnet war.

## Geographische Lage
Matzutkehmen mit seinen zwei Straßenbrücken über das Flüsschen Rominte (russisch: Krasnaja) lag 17 Kilometer südöstlich der ehemaligen Kreisstadt Gumbinnen (russisch: Gussew) und war von der Verbindungsstraße zwischen Tollmingkehmen (1938–1946 Tollmingen, russisch: Tschistyje Prudy) und der Hauptstraße Gumbinnen–Goldap (heute polnisch: Gołdap) in nördlicher Richtung zu erreichen. Bis 1945 war Meldienen (1938–1946 Gnadenheim, heute nicht mehr existent) die nächste Bahnstation an der heute nicht mehr vorhandenen Bahnstrecke von Gumbinnen über Tollmingkehmen und Szittkehmen (1936–1938 Schitttkehmen, 1938–1946 Wehrkirchen, russisch: Saslonowo, polnisch: Żytkiejmy) nach Goldap.

## Geschichte
Das bis 1946 Matzutkehmen respektive Matzhausen genannte Dorf wurde 1874 mit weiteren zehn Orten in den damals neu geschaffenen Amtsbezirk Walterkehmen (1938–1946 Großwaltersdorf, russisch: Olchowatka) eingegliedert und war ihm bis 1945 zugeordnet. Der Amtsbezirk Walterkehmen gehörte zum Kreis Gumbinnen im Regierungsbezirk Gumbinnen der preußischen Provinz Ostpreußen. Im Jahre 1910 zählte Matzutkehmen 405 Einwohner, 1933 waren es noch 289 und 1939 dann 283.
Am 3. Juni 1938 (mit amtlicher Bestätigung vom 16. Juli 1938) wurde Matzutkehmen aus politisch-ideologischen Gründen in „Matzhausen“ umbenannt. Ebenso erhielt der Amtsbezirk Walterkehmen ein Jahr später die Umbenennung in „Amtsbezirk Großwaltersdorf“. In Kriegsfolge kam Matzhausen im Jahre 1945 mit dem nördlichen Ostpreußen zur Sowjetunion und erhielt 1946 die russische Bezeichnung „Retschiza“. Ein Jahr später wurde der Ort dem neu gebildeten Rajon Nesterow (Kreis Stallupönen, 1938–1946 Ebenrode) zugeordnet und in den Tschistoprudnenski selski sowjet, Dorfsowjet Tschistyje Prudy (Tollmingkehmen, 1938–1946 Tollmingen) eingegliedert. Nur kurze Zeit war der Ort noch besiedelt, dann wurde er aufgegeben und seine Spur verliert sich.

## Kirche
Mit seiner überwiegend evangelischen Einwohnerschaft war Matzutkehmen resp. Matzhausen bis 1945 in das Kirchspiel der Kirche Walterkehmen (1938–1946 Großwaltersdorf, heute russisch: Olchowatka) eingepfarrt, das zum Kirchenkreis Gumbinnen (heute russisch: Gussew) in der Kirchenprovinz Ostpreußen der Kirche der Altpreußischen Union gehörte.